# Trecase
Trecase (en idioma napolitano, Trecasse; también conocido como Trecase al Vesuvio) es un municipio italiano localizado en la ciudad metropolitana de Nápoles, en Campania. Tiene una población estimada, a fines de octubre de 2022, de 8544 habitantes.
Limita con los municipios de Boscotrecase, Ercolano, Ottaviano, Torre Annunziata y Torre del Greco.
Hasta 1980 fue una frazione de Boscotrecase.

## Evolución demográfica
| Gráfica de evolución demográfica de Trecase entre 1861 y 2022 |
|                                                               |
| Fuente: ISTAT - Elaboración gráfica de Wikipedia              |